# イタドリオマルアブラムシ
イタドリオマルアブラムシ（Macchiatiella itadori Shinji）はカメムシ目アブラムシ科の昆虫の一種。イタドリに寄生し、日本全土に生息する。和名はイタドリに寄生することと、尾が丸いことからつけられた。
体長は1.6-2.2mm。産卵管は目立たず、触角は体長の1.4倍ある。幼虫は無紋だが、成長すると胴体に黒い紋が入る。